# Daniel Rama
Daniel Rama Escribano (ur. 26 grudnia 1993) – hiszpański zapaśnik walczący w stylu wolnym. Zajął 26. miejsce na mistrzostwach świata w 2017. Mistrz śródziemnomorski w 2016 i brązowy medalista w 2015 roku.